# Route 71 (Terre-Neuve-et-Labrador)
Pour les articles homonymes, voir Route 71.
La route 71 est une route tertiaire de la province de Terre-Neuve-et-Labrador, située dans l'est de l'île de Terre-Neuve, sur la péninsule d'Avalon. Elle est une route faiblement empruntée, connectant directement Clarke's Beach à la Route Transcanadienne. De plus, elle est nommée Hodgewater Rd., mesure 13 kilomètres, et est une route asphaltée sur l'entièreté de son tracé.

## Tracé
La 71 débute à la sortie 30 de la Route Transcanadienne, la route 1, au nord-est d'Ocean Pond. Elle se dirige sur à épine 500 mètres, puis elle tourne vers le nord-est. Elle croise la route 75 6 kilomètres au nord-est de la Route Transcanadienne, à son troisième échangeur, puis elle traverse la municipalité de Makinsons. Elle rejoint South River 7 kilomètres au nord-est de la 75, où elle se termine à l'intersection des routes 60 et 70.

## Communautés traversées
- Makinsons
- South River